# Comtat d'Amous

Els pagi de Borgonya al (Amous en verd cap al centre).

Amous (Amaous, Amaus, Emaus) fou un pagus de Borgonya que va constituir un comtat al segle ix. La capital era Dole.
A la meitat del segle X el comte Letald II de Mâcon va prendre el poder als quatre comtats de Varais, Portois, Escuens i Amous que van quedar units a les seves mans per formar el comtat de Borgonya després conegut com a Franc Comtat.